# 谢村站
谢村站是广州地铁7号线的一个中途车站，位于中國廣東省廣州市番禺区汉溪大道中钟屏路口的地底。2016年12月28日随七号线首期开通而啟用。

## 车站结构

### 车站楼层
本站共有两层，地面为汉溪大道中，河涌、農田，以及工業區內其他建筑，地下一层为站厅，地下二层为7號線站台。
| 地下一层 | 站厅               | 售票機、客服中心、商店、警务室、安检设施 |  |  |
| 地下二层 | 2 站台             | █7号线 美的大道方向 （下站：石壁）       |  |  |
|          | 岛式站台（卫生间） |                                          |  |  |
|          | 1 站台             | █7号线 燕山方向 （下站：钟村）           |  |  |

### 站厅

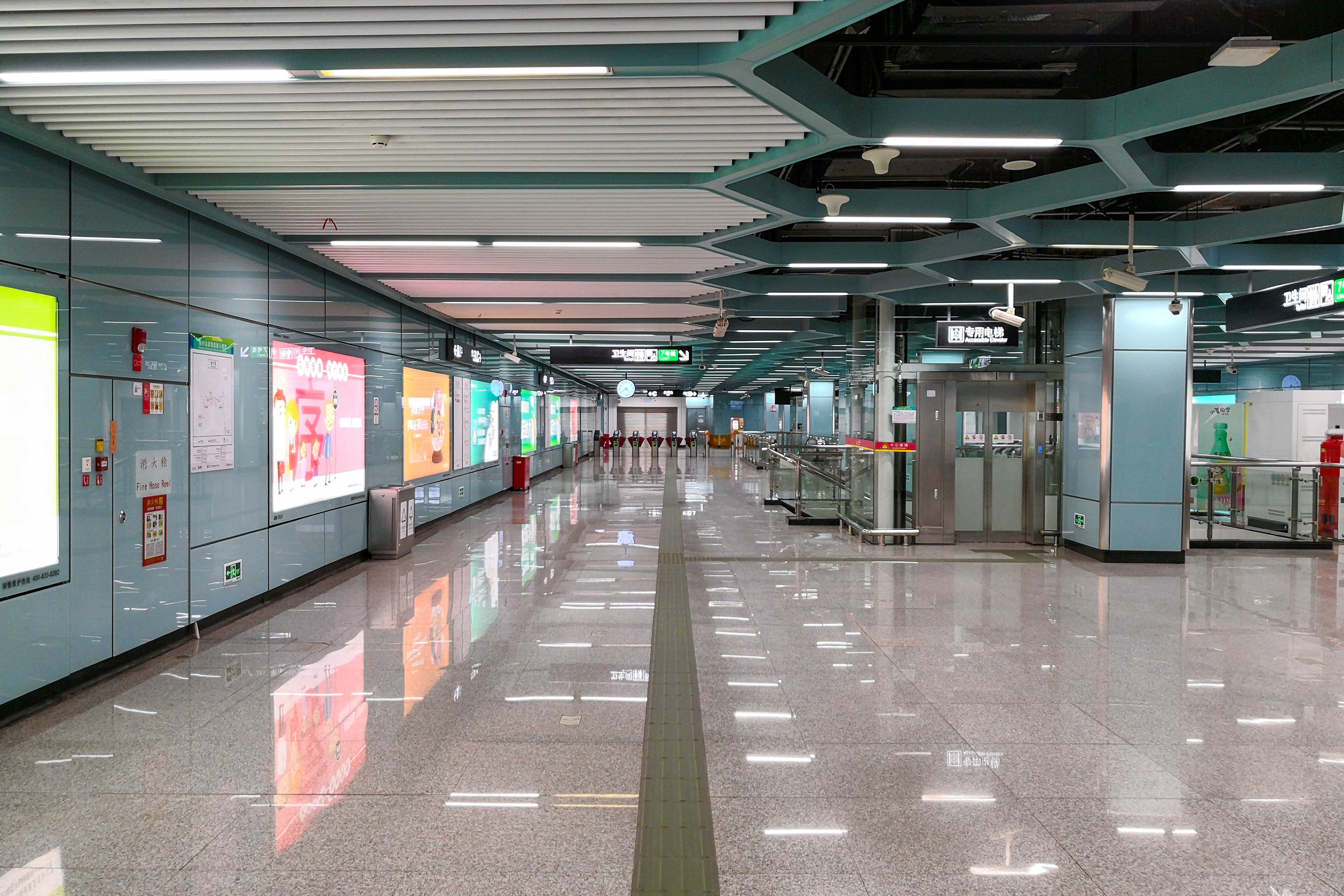
站厅

谢村站站厅设于地下一层，站厅主要设有售票机、客服中心等基础设施。为方便行人进出，站厅北侧被划分为收费区，收费区内设有4条扶手电梯、1组三向楼梯以及1台专用电梯以方便乘客来往月台层。
另外，本站设有少数车站商店，例如便利店、面包糕饼店等；同时也设有少数自助服务设施，例如自动售卖机、自动照相机等。

### 月台

2号月台全景图（摄于2016年12月）

本站设有一个岛式月台，位于汉溪大道中地底。
另外，本站的卫生间设于站台往石壁方向的一端。

### 出入口
谢村站目前共设有3个出入口供乘客进出，A出口和B出口均位于汉溪大道中南侧；而C出入口则位于北侧，该出口于2017年9月8日开通。
|                                           |                                                       |      |            |                            |
| 編號                                      | 设施                                                  | 照片 | 出口指示   | 建議前往的目的地           |
| A                                         | 盲道标志 · 升降机标志 · 无障碍通道标志 · 扶手电梯标志 |      | 汉溪大道中 |                            |
| B                                         | 扶手电梯标志                                          |      | 汉溪大道中 | 地铁谢村站公交车站（东行） |
| C                                         | 盲道标志                                              |      | 汉溪大道中 | 地铁谢村站公交车站（西行） |
| 註： 設有 \| 設有 \| 設有 \| 設有扶手電梯 |                                                       |      |            |                            |

## 接驳交通
谢村站周边设有地铁谢村站，由原“南园工业区站”更名而成。
| 巴士 \| 编号 \| 编号 \| 线路 \| 线路 \| 线路 \| 收费 \| 备注 \| \| ---- \| --------- \| ------------------------ \| --------------------- \| ------------------------ \| --------------------- \| --------------------- \| \| \| 番52 \| 地铁南村万博站 \| ⇆ \| 海大集团 \| 2–3元 \| 20–40分/班 \| \| \| 番75 \| 广州雅居乐北苑公交首末站 \| ⇆ \| 时代广汽动力电池临时总站 \| 2–3元 \| 90分/班 \| \| \| 番100 \| 雁洲村 \| ⇆ \| 广州南站 \| 2–3元 \| \| \| \| 番微公交2 \| 已于2024年12月8日停办 \| 已于2024年12月8日停办 \| 已于2024年12月8日停办 \| 已于2024年12月8日停办 \| 已于2024年12月8日停办 \| |           |                          |                       |                          |                       |                       |
| 编号 | 编号      | 线路                     | 线路                  | 线路                     | 收费                  | 备注                  |
| | 番52      | 地铁南村万博站           | ⇆                     | 海大集团                 | 2–3元                 | 20–40分/班            |
| | 番75      | 广州雅居乐北苑公交首末站 | ⇆                     | 时代广汽动力电池临时总站 | 2–3元                 | 90分/班               |
| | 番100     | 雁洲村                   | ⇆                     | 广州南站                 | 2–3元                 |                       |
| | 番微公交2 | 已于2024年12月8日停办    | 已于2024年12月8日停办 | 已于2024年12月8日停办    | 已于2024年12月8日停办 | 已于2024年12月8日停办 |

## 利用状况
谢村站周边有多个工业区厂房，因此除早上和下午的繁忙时间会有许多附近工厂上班的乘客出入闸外，车站大部分时间都会非常冷清。
本站虽命名为谢村站，但车站实际位置却远离谢村。使得许多谢村居民前往钟村站乘坐地铁。

## 历史
2013年10月28日，谢村站动工。2015年6月，谢村站主体结构封顶。
2016年12月28日，本站随7號線開通而启用。
2022年10-11月疫情期间，本站曾受防控措施影响，于11月28日至11月30日下午暂停服务。